# معبد گانگیو

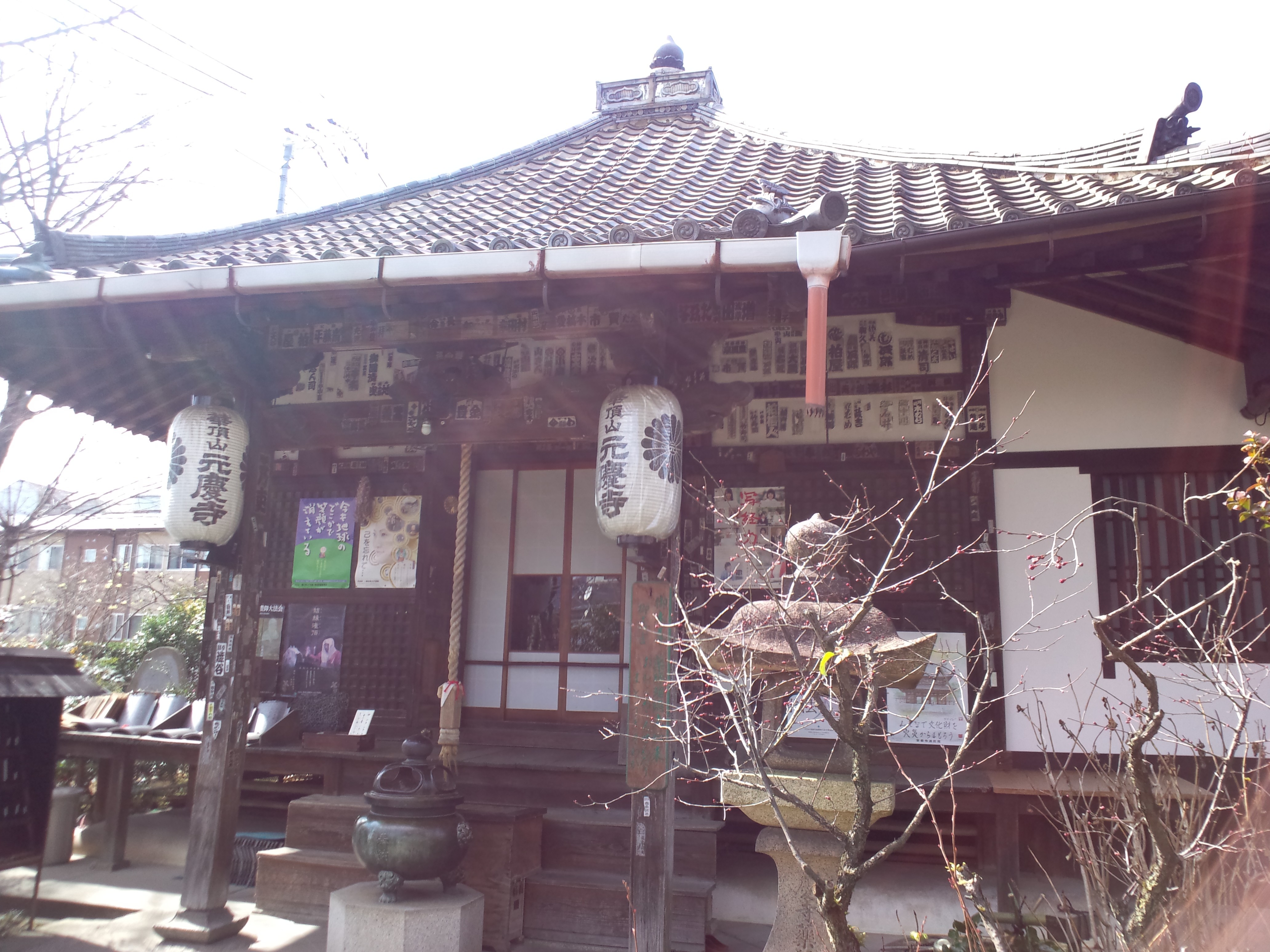

معبد گانگیو (به ژاپنی: 元慶寺, Gangyō-ji)، یک معبد بودایی در کیوتو است، توسط راهب هنجو تأسیس شد.
امپراتور امپراتور کوکو به معبد پایان داد و امپراتور کازان در سال دوم کاننا (دوره) یا سال ۹۸۶ میلادی در این معبد از سلطنت کنار رفت و راهب شد.